# Błahodatne (rejon mikołajowski)
Błahodatne (ukr. Благодатне, wcześniej Komsolmolśke, ukr. Комсомольське) – wieś na Ukrainie, w obwodzie mikołajowskim, w rejonie mikołajowskim. W 2001 liczyła 474 mieszkańców, spośród których 434 posługiwało się językiem ukraińskim, 39 rosyjskim, a 1 mołdawskim.